# Mesoplophora polita
Mesoplophora polita är en kvalsterart som beskrevs av Wojciech Niedbała 1985. Mesoplophora polita ingår i släktet Mesoplophora och familjen Mesoplophoridae. Inga underarter finns listade i Catalogue of Life.